# دوسیت چالرمسان
دوسیت چالرمسان (تایلندی: ดุสิต เฉลิมแสน؛ زادهٔ ۲۲ آوریل ۱۹۷۰) بازیکن سابق و مربی فوتبال اهل تایلند است.
از باشگاه‌هایی که در آن بازی کرده است می‌توان به باشگاه ورزشی موهون باگان، باشگاه فوتبال هوانگ آنه جیا لای، باشگاه فوتبال پلیس ترو، و باشگاه فوتبال پلیس یونایتد اشاره کرد.
وی همچنین در تیم ملی فوتبال تایلند بازی کرده است.
وی در مسابقات کشوری و بین‌المللی در مجموع برندهٔ ۶ مدال طلا، ۱ مدال نقره شده است.